# Goldbeck (Saksonia-Anhalt)
Goldbeck – gmina w Niemczech, w kraju związkowym Saksonia-Anhalt, w powiecie Stendal, siedziba gminy związkowej Arneburg-Goldbeck.
1 stycznia 2009 do gminy wcielono Bertkow.